# 角黄素
角黄素 (Canthaxanthin) 是一种类胡萝卜素色素。深紫色晶体或结晶性粉末。熔点约210℃(分解)。对氧及光不稳定。需贮存于充惰性气体的遮光性容器内。溶于氯仿(10%)，微溶于植物油(0.005%)、丙酮(0.03%)。不溶于水、乙醇、丙二醇。稳定的工业产品为溶于油脂或有机溶剂中的溶液形式，或水分散性的橙至红色粉末或颗粒形式。着色后色调不受pH值影响，对日光亦相当稳定，不易褪色。
天然品存在于某种蘑菇、甲壳类、鱼类、藻类、蛋、血液、肝脏等中。

## 用途
用于饮料，冰淇淋，调味酱，番茄制品，肉类制品等的着色，为橙色着色剂。

## 生产方法
由β-胡萝卜素氧化而得。